# Imgye-myeon
Imgye-myeon (koreanska: 임계면) är en socken i Sydkorea. Den ligger i kommunen Jeongseon-gun i provinsen Gangwon, i den nordöstra delen av landet, 165 km öster om huvudstaden Seoul.